# Tankóczy Gyula
Tankóczy Gyula, Tankóczi (Szatmár, 1867. – 1944 után) rendőrtiszt, városi főkapitány, tűzoltóparancsnok, helytörténész.

## Élete
1891-93-ban aljegyző volt Szatmáron, 1894-1901-ben tanácsjegyző és később közigazgatási tanácsos, 1902-ben helyettes főkapitány és 1903-ban főkapitány lett. 1900-tól a tűzoltóság választott főparancsnoka volt. Több évig viselte a nőegyesület titkári, a Vereskereszt-egyesület jegyzői, a régi honvédek főjegyzői és az iparos-ifjak titkári tisztét, s ez utóbbiak körének huzamosabb idő óta elnöke volt. A református egyháznál presbiterként működött. Meszlényi püspök az ő közbenjárása folytán határozta el magát a tűzoltótorony fölépítésére. Mint főkapitány megalkotta a bérkocsi-iparról szóló és átdolgozta a kéményseprő-iparról alkotott szabályrendeletet; megszervezte a rendőri bejelentő-hivatalt és a hatósági cselédelhelyező intézetet; megalkotta végül a közrendőri és a szegényház felállításáról szóló szabályrendeletet.
Főmunkatársa volt öt évig a Szamosnak. Szerkesztette a Rendőri Lapokat alapítása óta.
1915-ben a szatmári törvényszék vizsgálóbirája a törvényszék vádtanácsának határozata alapján letartóztatta Tankóczy Gyula rendőrfőkapitányt. Tankóczy szerencsétlenségét különböző spekulációk idézték elő. A főkapitány vállalkozásokhoz fogott, amelyek anyagilag teljesen tönkretették. Téglagyárat alapított, telkeket vásárolt, részvényekkel spekulált, a végén adósságokba merült és több embert magával rántott. Tankóczyt a bakancsszállitási ügyben függesztették föl hivatalától, de ettől függetlenül eljárás indult meg ellene azért is, mert a galíciai menekülteknek nála deponált kauciójából 7600 korona hiányzott. Ezt a pénzt Tankóczy Gyula még a házkutatás során két összegben pótolta. Előbb ötezer koronát, azután kétezerhatszáz koronát adott át a vizsgálóbírónak. A királyi ügyészség vádiratot adott be Tankóczy ellen a Btk. 462. és 463. szakaszai alapján hivatali sikkasztás bűntette miatt, Tankóczy kilenc hónapra vizsgálai fogságba került. 1916-ban a főkapitány háromrendbeli bűnügyében a Kúria fölmentő ítéleteket hozott. Tankóczy ennek ellenére vizsgálati fogságban maradt, mert más bűnügyben is folyt ellene eljárás. A törvényszék vádtanácsa Tankóczy szabadlábra helyezését rendelte el azzal az indokolással, hogy a volt főkapitányt több ügyben jogerősen fölmentették.
Mivel egészségi állapota megromlott, így 1917-ben nyugdíjba vonult. 1925–26-ban szerkesztette a Hétfői Friss Újságot. Írt helytörténeti tanulmányokat is.
1931-ben elmozdították szerény havi 3000 lejes állásából. Az 1940-es évek elején a szatmárnémeti „Samex“ Magtermelő és Kivite!i Rt. felügyelőbizottsági tagja, valamint az Alcoolina Rum és Likőrgyár, szesz, sör és borkereskedelmi r. t. igazgatósági tagja volt.
Felesége Horváth Berta (1876 körül – Szatmárnémeti, 1944. szeptember 13.) volt, akit 1895-ben vezetett oltárhoz Szatmáron, 49 évet éltek házasságban. Leányuk Tankóczi Júlia Mária (Szatmárnémeti, 1898. március 31. – ?), 1923-tól Tóth Kálmán Jenő járásbíró felesége.